# Nowa Prawica (Izrael)
Nowa Prawica (hebr.: הימין החדש, Ha-Jamin He-Chadasz; ang.: The New Right) – izraelska partia polityczna i frakcja parlamentarna powstała w wyniku rozłamu w ugrupowaniu Żydowski Dom i opuszczenia go przez jej lidera Naftalego Bennetta oraz minister sprawiedliwości Ajjelet Szaked i posłankę Szuli Mu’alem.

## Historia
W wyborach parlamentarnych w kwietniu 2019 roku ugrupowanie zajęło 12 miejsce zdobywając 138 437 głosów (3,22%). Partii zabrakło kilkuset głosów, aby przekroczyć próg wyborczy 3,25% i dostać się do Knesetu XXI kadencji.
W przyśpieszonych wyborach we wrześniu Nowa Prawica poszła jako część koalicji Jamina (wraz z Unią Narodową i Żydowskim Domem) z Ajjelet Szaked na pierwszym miejscu listy. Koalicja zajęła siódme miejsce, zdobywając 260 665 głosów (5,87%) i wprowadzając do dwudziestego drugiego Knesetu 7 posłów, z czego troje z Nowej Prawicy: Ajjelet Szaked, Naftali Bennett i Matan Kahane.

## Program

### Gospodarka
W kwestach gospodarczych celem partii jest utworzenie państwa minimalnego. Postuluje:
- „odporność” na niepotrzebne regulacje
- promowanie przemysłu zaawansowanych technologii poprzez leseferystyczne podejście
- opiekę nad najbiedniejszymi.

### Sprawy społeczne
Ugrupowanie proponuje wizję współpracy między świeckimi a religijnymi syjonistami.